# Dirnentragödie
Dirnentragödie ist ein deutsches Stummfilmdrama von Bruno Rahn aus dem Jahre 1927. Die Hauptrolle spielt Asta Nielsen.

## Handlung
Felix, ein junger Student, verlässt nach einem Streit sein Elternhaus und wird von der alternden Dirne Auguste auf der Straße aufgelesen und in ihrer Wohnung aufgenommen. Sie ist mit den Jahren müde geworden und hat sich, abgestumpft und desillusioniert, ihrem Schicksal weitestgehend ergeben. Sie erwartet nicht mehr viel vom Leben und lässt sich daher auch klaglos von ihrem brutalen Zuhälter Anton ausbeuten. In dem verzogenen Jüngling sieht die verhärmte Frau eine Chance für ein neues Leben, die Illusion von einer gemeinsamen, einer besseren Zukunft.
Gemeinsam in Augustes Wohnung lebt nicht nur Anton, sondern auch die junge Prostituierte Clarissa. Diese zeigt wenig Rücksicht gegenüber ihrer älteren Kollegin und beginnt den schmucken Felix zu verführen. Währenddessen schmiedet Auguste Pläne. Sie wirft ihren Zuhälter Anton aus der Wohnung und macht mit ihrem erarbeiteten Geld eine Anzahlung auf eine Konditorei, mit der sie zukünftig ihr und Felix’ Auskommen sicherstellen möchte. Inzwischen versucht Anton, ein tumber, gewissenloser Typ, alles, um Zwietracht zu stiften. Vor allem will er Auguste zurück. Und so beginnt er, den Jungen mit Clarissa zu verkuppeln.
Als Auguste vom sich anbahnenden Verhältnis zwischen Felix und Clarissa erfährt, ist sie zutiefst enttäuscht und erzürnt und sieht all ihre Zukunftspläne dahinschwinden. So stiftet Auguste den zu jeder Niedertracht fähigen Anton zum Mord an Clarissa an, der sehr viel jüngeren Konkurrentin um die Gunst des Studenten. Felix, der nichts vom Komplott gegen seine neue Freundin ahnt, gesteht Auguste gegenüber seine Liebe zu Clarissa. Daraufhin versucht Auguste im letzten Moment noch den Auftragsmord zu verhindern, doch sie kommt zu spät. Anton selbst erkennt erst nach der Bluttat, wie sinnlos sein Handeln war und stellt sich der Polizei. Auguste, zutiefst verzweifelt und aller Hoffnungen auf ein besseres und gemeinsames Leben an der Seite von Felix’ beraubt, begeht daraufhin Selbstmord. Der junge Mann wiederum kehrt reumütig in sein Elternhaus zurück.

## Produktionsnotizen
Die Dreharbeiten fanden im Februar/März 1927 im Rex-Film-Atelier in Berlin-Wedding statt. Die Uraufführung war am 14. April 1927 in Berlin. Dirnentragödie erhielt Jugendverbot. 
Dem Film lag ein Bühnenstück von Wilhelm Braun zugrunde.
Regisseur Bruno Rahn starb ein halbes Jahr nach Ende der Dreharbeiten.
Dirnentragödie war einer der letzten Stummfilme Asta Nielsens. Für ihre Darstellung einer alternden Prostituierten erhielt die 46-jährige Künstlerin viel Lob. Der Film selbst erhielt das Prädikat „künstlerisch hochstehend“.
Die Filmbauten entwarf Carl L. Kirmse.
1931 entstand unter der Regie von Gerhard Lamprecht eine Neuverfilmung mit Namen Zwischen Nacht und Morgen. Die Nielsen-Rolle übernahm dort Aud Egede Nissen.

## Kritiken
Die Lichtbild-Bühne lobte: „Ein düsterer, ergreifender, in die Nachtseiten des sozialen Lebens hineinleuchtender Film. Und alles überstrahlend: Asta Nielsen, noch immer eine der größten Filmdarstellerinnen der Welt, noch immer ein Wunder an Menschlichkeit und Kunst.“
Siegfried Kracauer schrieb eine differenzierte Kritik: „Die Nielsen ist, immer noch, eine große Künstlerin, aber ihr Sujet ist veraltet. Sie spielt die Dirne, die sie oft gespielt hat, und bewegt sich in einer Freudengasse, die von einer nicht mehr zeitgenössischen Literatur erschöpfend abgewandelt worden ist. Das weist in die Strindberg-Zeit zurück und hat als soziales Faktum seinen Vorrang unter anderen ebenso traurigen sozialen Fakten verloren. Immerhin ragt die Nielsen aus dem Milieu heraus, und wenn sie auch neue Nuancen nicht beibringt, so beherrscht sie doch die von ihr gewohnten meisterlich. […] Die Regie beschwört unter Anlehnung an ältere Vorbilder mit unbestreitbarer Einfühlungsgabe die düstere Stimmung herauf.“
Willy Haas kritisierte im Film-Kurier die Schnittleistung -- „Hätte ich die Möglichkeit, die Zeit, Lust und die praktischen Kenntnisse (ich habe alle vier Dinge nicht): ich schnitte diesen Film um, ganz auf lange, ungebrochene, kontinuierende Spielszenen“ --, lobte die Dramaturgie des Drehbuchs -- „Dabei sind gerade die Situationen des Manuskripts – von Ruth Goetz und Leo Heller – außerordentlich stark und von einer fast grausamen Erfindung. Wenn eine alte Dirne heulend vor einer verschlossenen Tür liegt, und dahinter vergnügt sich ein dummes Bürschchen, in das sie sich vergafft hat, mit einer anderen jüngeren Dirne, und die beiden tun so, als wären sie nicht da, aber die Alte fühlt es, was nebenan geschieht: das ist schon eine gut ausgedachte Sache“ -- und huldigte ohne Abstriche der Hauptdarstellerin: „Natürlich: bis auf die Asta Nielsen. Die kommt aus einer ganz anderen Welt, atmet in einer ganz anderen Welt, trägt eine ganz andere Welt in diese hinein: die Welt der wirklich großen Kunst.“

„Schweren Schrittes geht sie als die alte Prostituierte ihres Weges, an den grauen Mauern entlang, nachdem in der DIRNENTRAGÖDIE das junge Straßenmädchen ihr den Geliebten ausgespannt hat. Langsam, unendlich müde, schminkt sie sich ab, streicht alle Leidenschaft ab und sinkt zurück ins Nichts. In solchen Augenblicken stehen die Herzen der Zuschauer still – man ist einfach nicht mehr fähig, die einmalige Intelligenz in dieser großen Schauspielkunst zu analysieren, wo jede Geste, jedes Mienenspiel, jede Bewegung des Körpers zusammen die natürlichen, absolut instinktiven Elemente auszumachen scheinen.“

Reclams Filmführer befand: „Trotz der kolportagehaften Handlung, trotz mancher Klischees in der Handlungsführung, erzielt der Film doch unmittelbare und zum Teil suggestive Wirkung. Zu seinen Aktivposten zählen eine klare Regiekonzeption, eine durch Regie und Kamera überzeugend bewältigte Milieuschilderung, die auch kleine Gesten und Details der Dekoration einbezieht, und vor allem vorzügliche darstellerische Leistungen. Asta Nielsen war selten besser als in diesem Film.“
Das große Personenlexikon des Films schreibt: „…als Prostituierte in dem Drama ‚Dirnentragödie‘ zeigte Asta Nielsen die gesamte Bandbreite ihres dramatischen Könnens.“
Im Lexikon des internationalen Films ist zu lesen: „Einer der bekanntesten Asta-Nielsen-Stummfilme, beeindruckend in der Darstellung der Hauptrolle, stilistisch auf der Grenze zwischen Expressionismus und Realismus.“